# El avión de la bella durmiente
El avión de la bella durmiente, escrito originalmente en junio de 1982, es la tercera narración del compendio de doce cuentos escritos y redactados por Gabriel García Márquez a lo largo de 18 años, que conforman el libro llamado Doce cuentos peregrinos.

## Resumen
Narra la historia de un hombre que ha quedado atrapado en París mientras espera su vuelo a la ciudad de Nueva York. En la fila para los controles de pasajeros ve a una mujer, a quien describe como una bella mujer con ojos de color almendra y piel del color del pan, «la más hermosa del mundo». No puede dejar de contemplarla. Es esta la que le informa de que se aproxima la peor nevada del año, por lo que todos los vuelos serán retrasados. Durante la larga espera, el hombre busca a la mujer sin lograr encontrarla. Unas 8 horas después, cuando finalmente aborda el avión, tras ubicarse en su asiento, sorprendido descubre a la mujer hermosa sentada en el asiento de al lado. Ella, lejos de imaginar lo que el hombre sentado a su lado piensa, se toma dos pastillas y duerme todo el viaje. El hombre espera que despierte en algún momento para entablar una conversación, cosa que finalmente no ocurre. La mujer despierta momentos antes del aterrizaje, saca un cofre y lo pone en sus rodillas, se hace un maquillaje ligero y sin pedir disculpas, sin saludar siquiera, se baja del avión y desaparece para siempre, el hombre se sintió muy desconsolado , al no poder siquiera hablarle a la que podría haber sido , el amor de su vida.'........